# سونر اویسال
سونر اویسال (زاده ۲۴ اوت ۱۹۷۷)، مربی فوتبال و بازیکن سابق اهل ترکیه است.
وی به دلیل آسیب دیدگی شدید زانو در سن ۲۴ سالگی، فوتبال را کنار گذاشت. اویسال در مارس ۲۰۱۸، دستیار مربی هامبورگ شد. او همچنین دارای تابعیت آلمانی است.

## افتخارات
- بوندس لیگا: مکان سوم ۱۹۹۹–۲۰۰۰